# 庫什尼里夫卡
49°36′45″N 26°26′11″E / 49.61250°N 26.43639°E

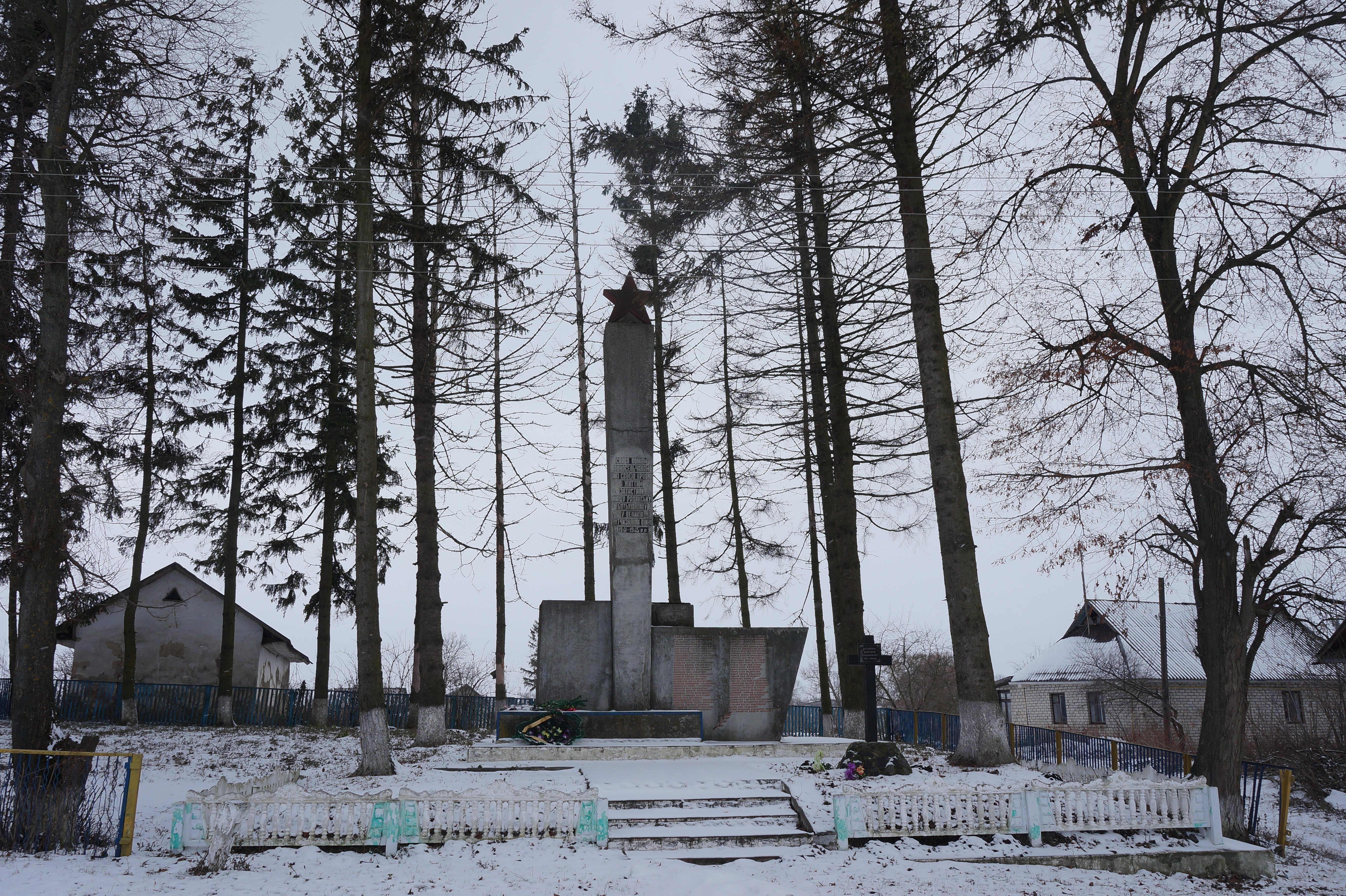
烈士纪念碑

庫什尼里夫卡（羅馬化：Kushnirivka）是位於烏克蘭西部的村莊，由赫梅利尼茨基州赫梅利尼茨基區的沃洛奇斯克市鎮負責管轄。該村面積4.2平方公里，海拔高度314米，2001年人口307，人口密度每平方公里73.1人。
2024年9月19日，乌克兰最高拉达将此村的乌克兰语原名改为。